# Weideveengronden
Een weideveengrond is een bodemtype binnen het Nederlandse systeem van bodemclassificatie en behoort tot de rauwveengronden, een suborde van de veengronden. Het is een veengrond met een zavel- of kleidek en een vaak meer dan 20 cm diepe donker gekleurde of humusrijke bovengrond (de minerale eerdlaag). Het gehele minerale deel bestaat uit klei en is minder dan 40 cm dik.
Weideveengronden komen voor in Noord-Holland, Zuid-Holland en Utrecht. In het gebied langs de Oude Rijn hebben deze gronden vaak een toemaakdek dat is gevormd door het gebruik van aardmest, wat bestond uit bagger uit sloten, stadsvuil, mest en zand uit de stallen.
Als er sprake is van een dikker zavel- of kleidek dan wordt de bodem geclassificeerd als een liedeerdgrond. Bij een dunner zavel- of kleidek wordt het een koopveengrond.
Kan de bovengrond niet als minerale eerdlaag worden aangemerkt, dan wordt de bodem een waardveengrond.

## Schematische profielbeschrijving
De onderstaande tabel omvat een schematische uiteenzetting van het bodemprofiel van een weideveengrond.
| Horizont | Diepte   | Omschrijving                                                                                    |
| -------- | -------- | ----------------------------------------------------------------------------------------------- |
| Ah       | 0–8 cm   | zode, zeer donkergrijze kalkloze, venige klei                                                   |
| Ahg      | 8–20 cm  | donkergrijze humusrijke, kalkloze, zware klei met roest, geleidelijk overgaand naar:            |
| Cg       | 20–35 cm | grijze, matig humeuze, kalkloze, zeer zware klei met roest, met een geleidelijke overgang naar: |
| 2C       | 35–60 cm | geoxideerd, weinig veraard, niet te herkennen veen; geleidelijk overgaand                       |
| 2Cr      | > 60 cm  | gereduceerd bosveen                                                                             |